# Commonwealth Bank Tennis Classic 2002
Il Commonwealth Bank Tennis Classic 2002 è stato un torneo di tennis giocato sul cemento. È stata l'8ª edizione del Commonwealth Bank Tennis Classic, che fa parte della categoria Tier III nell'ambito del WTA Tour 2002. Si è giocato al Grand Hyatt Bali di Bali, in Indonesia, dal 23 al 29 settembre 2002.

## Campionesse

### Singolare
Svetlana Kuznecova ha battuto in finale  Conchita Martínez con il punteggio di 3–6, 7–6(4), 7–5

### Doppio
Cara Black /  Virginia Ruano Pascual hanno battuto in finale  Svetlana Kuznecova /  Arantxa Sánchez Vicario con il punteggio di 6–2, 6–3